# Musculus levator veli palatini
De musculus levator veli palatini is een spier van het zachte verhemelte.
Hij ontspringt aan de schedelbasis dorsaal en mediaal van de vorige (= het gebied van de opening van de canalis carotidicus), en van de onderrand van het tubakraakbeen (de "levatorbobbel").
Hij loopt schuin naar beneden, naar voor en naar binnen, en hecht aan in de aponeurosis palatina.
De musculus levator veli palatini houdt samen met de musculus tensor veli palatini de buis van Eustachius open en trekt het zachte verhemelte achterwaarts, waardoor het middenoor en de nasofarynx worden afgezonderd van de farynx. Hij wordt geïnnerveerd door de ramus pharyngicus van de tiende hersenzenuw (de nervus vagus), en motorische vezels van de elfde hersenzenuw (de nervus accessorius).